# Пилипівський піст
Пили́півський піст (Пили́півка, Різдвя́ний піст, Корочун) — один з постів східних християнських церков, який дотримується з 15 листопада до 24 грудня. Піст називають Пилиповим, оскільки він традиційно починається на наступний день після свята апостола Пилипа (14 листопада). Піст у східних церквах триває 40 днів замість чотирьох (у Римському обряді) або шести тижнів (Амвросіанський обряд) і тематично зосереджується на проголошенні та прославленні Боговтілення, тоді як Західний піст зосереджується на трьох приходах Ісуса Христа: Його народження, прийняття Його благодаті вірними та Його Друге пришестя або Парусія. Деякі східні католицькі церкви, як-от Мелькітська греко-католицька церква, скоротили піст, починаючи з 10 грудня, після свята Зачаття святою Анною Пресвятої Богородиці.

## Історія

### На Заході
Між IV і V сторіччями постають на Заході т. зв. «Пости чотирьох пір року». Про ці пости папа Лев I (440—461 рр.) так каже: «Протягом цілого року пости так розложені, що закон поміркованости приписаний для всіх пір року, а саме, піст весняний буває в Чотиридесятницю, літній у П'ятдесятницю, осінній — у 7, а зимовий — у 10 місяці». Папа Лев І мотивує їхнє створення як благодарення Богові за зібрані плоди.
І якраз зимовий зі згаданих чотирьох постів стає зав'язкою Різдвяного посту. Колиска цього посту — давня Галлія, а сьогоднішня Франція. Тут з V ст. маємо згадки про підготовчий піст до Христового Різдва. Єпископ Григорій Турський († 594 р.) говорить, що святий Перпетій, єпископ Турський († 491 р.), починаючи від дня святого Мартина (11 листопада) аж до Христового Різдва постив у понеділок, середу й суботу.
Собор Турський II (567 р.) приписує монахам постити кожного дня в грудні аж до Христового Різдва. Дещо пізніше цей піст переходить до Риму й Італії, а відтак до Англії. Різдвяний піст на Заході з часом отримує назву «адвенту», що з латинської означає «прихід», тобто прихід Христа. Первісно слово «адвент» означало празник Христового Різдва, а пізніше почало означати час перед Христовим Різдвом. У IX ст. перша неділя адвенту стає на Заході початком церковного року.
Відповідний західний період підготовки до Різдва, який також називають Різдвяним постом і Мартиновим постом, отримав назву Адвент.

### На Сході
Тоді, коли на Заході Різдвяний піст у VI столітті стає вже загальним, то на Сході під впливом Заходу він у той час щойно починається. Першу згадку про Різдвяний піст від 14 листопада подає Коптійський календар з VIII сторіччя.
Йоанові Постникові (582—595 рр.), патріархові Царгороду, приписують такі слова: «Годиться, щоб миряни здержувалися від м'яса в дві Чотиридесятниці, це є піст святого Пилипа і піст святих апостолів Петра й Павла». У IX ст. Різдвяний піст стає загальним на усьому Сході.

## Походження назви
Різдвяний піст має й іншу назву — Пилипівський піст.
Ця назва походить від свята Святого апостола Пилипа, яке припадає на 14 листопада — останній день, коли їдять скоромну їжу перед постом (заговини). Звідси походить і народна назва Пилипів піст або Пилипівка. Апостол Пилип уславився проповіддю Слова Божого та численними випадками зцілення людей. Православна церква називає його учнем, другом Господа і подражателем страждань його (апостола Пилипа розіп'яли на хресті, як і Спасителя).

## Мета посту
З давніх-давен празник Христового Різдва був на рівні з празником Христового Воскресення. Тому й церковний устав дивиться на Христове Різдво, як на другу Пасху. У старих типіках і богослужбовому псалтирі під 25 грудня є така примітка: «Пасха, празник триденний». Тож, як до празника Пасхи вірні готувалися молитвою і постом, так і Різдвяний піст став для них часом приготування до приходу Спасителя. Симеон Солунський († 1429 р.) каже: «Цей сорокаденний піст схожий на піст Мойсея, який постив 40 днів і ночей та прийняв таблиці Божих Заповідей. Постім і ми 40 днів і приймемо живе Слово Боже, воплочене від Діви і причастимося Його Тіла».
Різдвяний піст став для Церкви також символом молитов і постів старозавітних патріархів і пророків, які з тугою очікували приходу Месії. Під час цього посту свята Церква, бажаючи скріпити своїх вірних прикладом святих Старого й Нового Завітів, вшановує пам'ять деяких пророків, а саме:
- пророка Овдія, Наума, Авакума, Софонії, Агея і Даниїла;
- святих апостолів Матея і Андрія;
- святителя Миколая;
- преподобних Йоана Дамаскина і Сави Освяченого;
- визначних мучеників і мучениць: Гурія, Катерини, Варвари,Євстратія , Ігнатія Богоносця, Анастасії і Євгенії,
- а вкінці дві останні неділі присвячені всім старозавітним праотцям і отцям.

Наша Церква має прадавню традицію, за якою вірні готуються до празника Христового Різдва не тільки молитвою і постом, але й святими таїнством сповіді і святого причастя. Київський митрополит Георгій (1072—1073 рр.) у своєму «Білеческому Уставі» приписує причащатися, між іншим, і на Христове Різдво (§ 9). Святий Йосафат у своїх «Правилах для священиків» радить їм заохочувати вірних до сповіді під час Пилипівки. Київський Митрополит Петро Могила († 1647 р.) у «Требнику» доручає вірним сповідь і причастя під час кожного з чотирьох річних постів.

## Тривалість Різдвяного посту

### На Заході
Собор у Сараґоссі (380 р.) приписує тритижневий піст перед празником Богоявлення, що в той час ще було разом з Христовим Різдвом.
Собор у Маконі (581 р.), Франція практику турської єпархії, яка, починаючи від святого Мартина (11 листопада), дотримувалася посту три рази на тиждень, поширила на всю країну. Через те, що цей піст на Заході починався від празника святого Мартина, то отримав назву посту святого Мартина. З часом цей піст з трьох тижнів збільшився до 40 днів, на зразок посту перед празником Пасхи. Папа Григорій VII (1073—1085 рр.) скоротив число неділь адвенту на чотири, що мало б символічно означати чотири тисячі літ до Христового приходу.

### На Сході
Хоч тут Різдвяний піст починався від 14 листопада, його тривалість довгий час була невизначеною і спірною. Причиною було те, що на Сході тільки Пасхальний піст був приписаний законами Церкви, а три інші річні пости — піст Святих апостолів, Успення Богородиці і Різдвяний, увійшли в практику через звичай. Ще у IX ст. на Сході були спори щодо тривалості цього посту. У творі, який приписують антіохійському патріархові Анастасієві Синаїтові (561—600 рр.) «Про три Чотиридесятниці», йдеться про спори щодо обов'язку Різдвяного посту та про те, що його встановлення не вважали за апостольське, а монаше, а також про те, що його тривалість скорочували до 18, 12, 6 або 4 днів.
Автор намагається боронити апостольське походження і загальний обов'язок Різдвяного посту і при цьому покликається на передання про святого апостола Пилипа. У переданні сказано, що святий Пилип перед своєю мученицькою смертю просив у Бога кари для своїх мучителів. За те йому було об'явлено, що він як покуту 40 днів після смерті не зможе увійти до раю. Тому святий Пилип просив інших апостолів, щоб за нього постили 40 днів, а апостоли всім вірним доручили 40-денний піст.
Є деякі застереження щодо твору «Про Три Чотиридесятниці». Історики вважають, що цей твір не міг з'явитися раніше, ніж у IX ст. тому, що він говорить про Успенський піст, про який до IX ст. ще не знали.
В Антіохії про Різдвяний піст, який починався 1 грудня, знали з початку VI ст. У той час він був і в Єрусалимі і тривав там 40 днів. У IX ст. Студійський Устав уже подає точні приписи щодо їжі під час посту святого Пилипа.
Остаточно усталили час Різдвяного посту на Соборі 1166 року в Царгороді за патріарха Луки Хризоверга і цісаря Мануїла Комнена. Цей Собор приписує сорокаденний піст перед Христовим Різдвом і каже його починати від дня святого Пилипа, тобто від 14 листопада. Через це він отримав назву посту святого Пилипа, або Пилипівки. Антіохійський патріарх Теодор Вальсамон (1185—1204 рр.), пояснюючи це рішення Собору, каже, що цей піст у цілості зобов'язує монахів, а миряни можуть скорочувати його до сімох днів. За свідченням візантійського письменника Георгія Кодина († к. 1450 р.) на цісарськім дворі в Царгороді Різдвяний піст продовжувався сорок днів.

## Дотримання посту
Головна ідея посту полягає у поєднанні фізичного посту з духовним. Після закінчення його православні святкують Різдво Христове. Звідси і назва — Різдвяний піст. Під час цього посту забороняється вживати м'ясні, молочні страви, а також яйця. Дозволено споживати в середу і п'ятницю рослинну їжу без олії, а у вівторок, четвер — рослинну їжу з олією. В суботу, неділю до 20 грудня, а також на великі свята дозволяється вживати рибу. Допускається полегшення посту.
Піст полегшується для тих, хто хворіє або працює на важких роботах, вагітних, годує грудних дітей. Під час посту заборонено звершувати лише вінчання. Щодо інших треб, наприклад, хрещення, — то вони проводяться незалежно від того, є піст чи його немає. Львівський Синод (1891 р.) дещо злагіднює Різдвяний піст, дозволяючи в понеділок, середу й п'ятницю набіл, а інші чотири дні тижня м'ясні страви, але зобов'язує священиків відмовляти п'ятдесятий псалом, а миряни мають проказувати: п'ять «Отче наш» і п'ять «Богородице Діво» перед обідом і перед вечерею.
Для кожної людини ці обмеження можуть бути різними , для когось – припинити вживати нецензурну лексику, грати ігри чи вживати алкогольні напої.

## Прикмети
- Хто святкує Пилипа, той буде голий, як липа
- Іній — на врожай, а дощ — на дорід пшениці
- Як хмарно або сніжно — травень буде негожий[3]

## Зауваження
1. ↑  Деякими Східними церквами дотримується з 15 (28) листопада до 24 грудня (6 січня) за юліанським календарем, зокрема Єрусалимською, Російською, Сербською, Грузинською, Польською та Македонською східними, й Ефіопською та Еритрейською орієнтальними, православними церквами.